# Morelos, Zacatecas
Morelos là một đô thị thuộc bang Zacatecas, México. Năm 2005, dân số của đô thị này là 10543 người.